# Trinidad en Tobago op de Olympische Zomerspelen 1956
Trinidad en Tobago nam deel aan de Olympische Zomerspelen 1956 in Melbourne, Australië. Voor het eerst werd er geen medaille gewonnen. Het was de derde deelname van Trinidad en Tobago.

## Resultaten en deelnemers per onderdeel

### Atletiek
- Mike Agostini
100 Meter: 6e plaats
200 Meter: 4e plaats

- Edmund Turton
100 Meter: kwartfinale

- Joe Goddard
100 Meter: voorrondes
200 Meter: voorrondes

### Gewichtheffen
- Rodney Wilkes
vedergewicht: 4e plaats

- Lennox Kilgour
middelzwaargewicht: 7e plaats

### Wielersport
Mannen 1.000m scratch sprint
- Hylton Mitchell — 13e plaats

Mannen 1.000m tijdrit
- Hylton Mitchell — 1:16.5 (→ 19e plaats)

Mannen individuele wegwedstrijd
- Hylton Mitchell — niet gefinisht (→ niet geklasseerd)

Afghanistan · Argentinië · Australië · Bahama's · België · Bermuda · Birma · Brazilië · Brits-Guiana · Bulgarije · Cambodja* · Canada · Ceylon · Chili · Colombia · Cuba · Denemarken · Duits eenheidsteam · Egypte* · Ethiopië · Fiji · Filipijnen · Finland · Frankrijk · Griekenland · Groot-Brittannië · Hongarije · Hongkong · Ierland · IJsland · India · Indonesië · Iran · Israël · Italië · Jamaica · Japan · Joegoslavië · Kenia · Liberia · Luxemburg · Malakka · Mexico · Nederland* · Nieuw-Zeeland · Nigeria · Noord-Borneo · Noorwegen · Oeganda · Oostenrijk · Pakistan · Peru · Polen · Portugal · Puerto Rico · Roemenië · Singapore · Sovjet-Unie · Spanje* · Taiwan · Thailand · Trinidad en Tobago · Tsjecho-Slowakije · Turkije · Uruguay · Venezuela · Verenigde Staten · Vietnam · Zuid-Afrika · Zuid-Korea · Zweden · Zwitserland*

*alleen deelgenomen in Stockholm